# Ziemetshausen
Ziemetshausen – gmina targowa w Niemczech, w kraju związkowym Bawaria, w rejencji Szwabia, w regionie Donau-Iller, w powiecie Günzburg, siedziba wspólnoty administracyjnej Ziemetshausen. Leży w Parku Natury Augsburg – Westliche Wälder, około 25 km na południowy wschód od Günzburga, nad rzeką Zusam, przy drodze B300.

## Demografia
| Rok  | Liczba mieszk. |
| ---- | -------------- |
| 1970 | 2 685          |
| 1987 | 2 952          |
| 2000 | 3 004          |

## Polityka
Wójtem gminy jest Anton Birle, rada gminy składa się z 16 osób.
|      | CSU | UWG | UDBL | FWV Schönebach | FWV Schellenbach | WG Uttenhofen | Christlich soziale Mitte | Razem |
| 2008 | 6   | 4   | 3    | 1              | 1                | 1             | –                        | 16    |
| 2002 | 4   | 4   | 2    | 1              | 1                | 1             | 3                        | 16    |